# Francesco Castelbarco

Stemma araldico della famiglia Castelbarco presso il transetto meridionale della cattedrale di Trento.

Francesco Castelbarco (1620 – 1695) è stato un politico italiano.

## Biografia
Figlio di Scipione Castelbarco e Laura de Galvagni, con i fratelli Carlo e Giovanni Battista visse anni fondamentali per la sopravvivenza della dinastia trentina dei Castelbarco.
Nel 1652 Francesco ed il fratello Carlo vendettero al conte Cristoforo Lodron il castello e la giurisdizione di Castelbarco, luogo d'origine della dinastia.
Nel 1654, mancando eredi maschi al principe-vescovo Carlo Emanuele Madruzzo di Trento, l'imperatore Ferdinando III si dimostrò favorevole a riconoscere gli antichi diritti dei Castelbarco sulla Val Lagarina, sottratti alla dinastia dai tempi dell'occupazione veneta (XV secolo). Il 1º giugno 1664, Francesco Castelbarco, insieme ai fratelli Carlo e Giovanni Battista, ricevette l'investitura dei "Quattro Vicariati" (Ala, Avio, Mori e Brentonico). Ceduta la rocca avita, i fratelli castelbarco elessero a sede dinastiale il Palazzo Castelbarco di Loppio.
I favori concessi a Francesco dall'arciduca Ferdinando, del quale fu anche consigliere intimo e regio coppiere, ben testimoniano la lungimiranza politica del conte. Tramite il servizio agli Asburgo, Francesco Castelbarco riuscì infatti a riscattare il destino della dinastia, uscita malridotta dai rovesci del XVI secolo.

## Discendenza
Francesco Castelbarco sposò Claudia Dorotea Lodron, che gli diede dieci figli. Secondo la consuetudine del tempo, Francesco eresse un maggiorasco onde preservare i da poco riconquistati domini di famiglia. Primo maggiorasco fu il primogenito Giovanni Battista ma, quando questi non seppe produrre eredi maschi, il maggiorasco passò a Scipione Giuseppe Castelbarco.
- Giovanni Battista, primo maggiorasco;
- Sigismondo Carlo (1661-1708), principe-vescovo di Chiemsee;
- Scipione Giuseppe (1665-1731), secondo maggiorasco, sposato a Costanza Visconti, spostò gli interessi della dinastia verso la Lombardia onde meglio seguire la corte degli Asburgo;

## Ascendenza
|                                               |                           |                                   | Genitori                     |  |  | Nonni |  |  | Bisnonni                                             |  |  | Trisnonni                    |  |
|                                               |                           |                                   |                              |  |  |       |  |  | Nicolò Castelbarco, VII signore e I barone di Gresta |  |  | Antonio, V signore di Gresta |  |
|                                               |                           |                                   |                              |  |  |       |  |  | Nicolò Castelbarco, VII signore e I barone di Gresta |  |  | Antonio, V signore di Gresta |  |
|                                               |                           | Nostra von Lodron                 |                              |  |  |       |  |  | Nicolò Castelbarco, VII signore e I barone di Gresta |  |  |                              |  |
| Federico Castelbarco, III barone di Gresta    |                           |                                   |                              |  |  |       |  |  | Nicolò Castelbarco, VII signore e I barone di Gresta |  |  |                              |  |
|                                               |                           | Origa Saratico                    | Cortese Saratico             |  |  |       |  |  |                                                      |  |  |                              |  |
|                                               |                           | Origa Saratico                    | Cortese Saratico             |  |  |       |  |  |                                                      |  |  |                              |  |
|                                               |                           | Origa Saratico                    | …                            |  |  |       |  |  |                                                      |  |  |                              |  |
| Scipione Castelbarco, VI barone di Gresta     |                           | Origa Saratico                    |                              |  |  |       |  |  |                                                      |  |  |                              |  |
|                                               |                           | …                                 | …                            |  |  |       |  |  |                                                      |  |  |                              |  |
|                                               |                           | …                                 | …                            |  |  |       |  |  |                                                      |  |  |                              |  |
|                                               |                           | …                                 | …                            |  |  |       |  |  |                                                      |  |  |                              |  |
| Porzia Avogadro                               |                           | …                                 |                              |  |  |       |  |  |                                                      |  |  |                              |  |
|                                               |                           | …                                 | …                            |  |  |       |  |  |                                                      |  |  |                              |  |
|                                               |                           | …                                 | …                            |  |  |       |  |  |                                                      |  |  |                              |  |
|                                               |                           | …                                 | …                            |  |  |       |  |  |                                                      |  |  |                              |  |
| Francesco Castelbarco, I conte di Castelbarco |                           | …                                 |                              |  |  |       |  |  |                                                      |  |  |                              |  |
|                                               | Lodovico il Vigo Galvagni | Giovanni Battista Galvagni        |                              |  |  |       |  |  |                                                      |  |  |                              |  |
|                                               | Lodovico il Vigo Galvagni | Giovanni Battista Galvagni        |                              |  |  |       |  |  |                                                      |  |  |                              |  |
|                                               | Lodovico il Vigo Galvagni | Francesca Gonzaga                 |                              |  |  |       |  |  |                                                      |  |  |                              |  |
| Carlo Galvagni                                | Lodovico il Vigo Galvagni |                                   |                              |  |  |       |  |  |                                                      |  |  |                              |  |
|                                               |                           | Laura Andreasi                    | Giovanni Maria Andreasi      |  |  |       |  |  |                                                      |  |  |                              |  |
|                                               |                           | Laura Andreasi                    | Giovanni Maria Andreasi      |  |  |       |  |  |                                                      |  |  |                              |  |
|                                               |                           | Laura Andreasi                    | …                            |  |  |       |  |  |                                                      |  |  |                              |  |
| Laura Galvagni                                |                           | Laura Andreasi                    |                              |  |  |       |  |  |                                                      |  |  |                              |  |
|                                               |                           | Massimiliano d'Arco, conte d'Arco | Niccolò d'Arco, conte d'Arco |  |  |       |  |  |                                                      |  |  |                              |  |
|                                               |                           | Massimiliano d'Arco, conte d'Arco | Niccolò d'Arco, conte d'Arco |  |  |       |  |  |                                                      |  |  |                              |  |
|                                               |                           | Massimiliano d'Arco, conte d'Arco | Giulia Gonzaga               |  |  |       |  |  |                                                      |  |  |                              |  |
| Francesca d'Arco                              |                           | Massimiliano d'Arco, conte d'Arco |                              |  |  |       |  |  |                                                      |  |  |                              |  |
|                                               |                           | Olimpia Guerrieri Gonzaga         | Vincenzo Guerrieri Gonzaga   |  |  |       |  |  |                                                      |  |  |                              |  |
|                                               |                           | Olimpia Guerrieri Gonzaga         | Vincenzo Guerrieri Gonzaga   |  |  |       |  |  |                                                      |  |  |                              |  |
|                                               |                           | Olimpia Guerrieri Gonzaga         | Francesca Suardi             |  |  |       |  |  |                                                      |  |  |                              |  |
|                                               |                           | Olimpia Guerrieri Gonzaga         |                              |  |  |       |  |  |                                                      |  |  |                              |  |